# Confuciusornithidae
Confuciusornithidae sunt o familie extinctă de păsări timpuri care au trăit în Cretacicul timpuriu, în nordul Chinei. Sunt descendenți din dinozauri teropod și au apărut la aproximativ 27 de milioane de ani după genul Archeopteryx, primul dinozaur de tranziție între dinozauri și păsări. Ele sunt plasate în mod obișnuit ca un grup soră pentru Ornithothoraces, un grup care conține toate păsările existente, împreună cu rudele lor cele mai apropiate extincte. Confuciusornithidae sunt caracterizate de prezența unei perechi de pene lungi, asemănătoare unei panglici, cu o funcție neclară.
Anatomia aripei confuciusornitidelor sugerează un comportament neobișnuit de zbor datorită anatomiei care implică abilități conflictuale. Acestea posedă pene similare cu cele ale păsărilor, care se bazează pe baterea rapidă a aripilor pentru a rămâne în zbor. În același timp, anatomia aripei lor exclude capacitatea de a zbura în acest fel. Confusiusornitidele sunt, de asemenea, remarcate pentru ciocul lipsit de dinți, similar cu păsările moderne. Se știe că membrii familiei erau atât prădători, cât și pradă: rămășițele lor fosile au fost găsite cu resturi de pește și ele însele au fost găsite în cavitatea abdominală a Sinocalliopteryx, un prădător compsognatid.

## Clasificare
|            | Sapeornis                                                               |
|            |                                                                         |
| Pygostylia | \| \| Confuciusornithidae \| \| \| \| \| \| Ornithothoraces \| \| \| \| |
|            | \| \| Confuciusornithidae \| \| \| \| \| \| Ornithothoraces \| \| \| \| |
|            | Confuciusornithidae                                                     |
|            |                                                                         |
|            | Ornithothoraces                                                         |
|            |                                                                         |

|  | Confuciusornithidae |
|  |                     |
|  | Ornithothoraces     |
|  |                     |

|            | Sapeornis                                                               |
|            |                                                                         |
| Pygostylia | \| \| Confuciusornithidae \| \| \| \| \| \| Ornithothoraces \| \| \| \| |
|            | \| \| Confuciusornithidae \| \| \| \| \| \| Ornithothoraces \| \| \| \| |
|            | Confuciusornithidae                                                     |
|            |                                                                         |
|            | Ornithothoraces                                                         |
|            |                                                                         |

|  | Confuciusornithidae |
|  |                     |
|  | Ornithothoraces     |
|  |                     |

|            | Sapeornis                                                               |
|            |                                                                         |
| Pygostylia | \| \| Confuciusornithidae \| \| \| \| \| \| Ornithothoraces \| \| \| \| |
|            | \| \| Confuciusornithidae \| \| \| \| \| \| Ornithothoraces \| \| \| \| |
|            | Confuciusornithidae                                                     |
|            |                                                                         |
|            | Ornithothoraces                                                         |
|            |                                                                         |

|  | Confuciusornithidae |
|  |                     |
|  | Ornithothoraces     |
|  |                     |

|            | Sapeornis                                                               |
|            |                                                                         |
| Pygostylia | \| \| Confuciusornithidae \| \| \| \| \| \| Ornithothoraces \| \| \| \| |
|            | \| \| Confuciusornithidae \| \| \| \| \| \| Ornithothoraces \| \| \| \| |
|            | Confuciusornithidae                                                     |
|            |                                                                         |
|            | Ornithothoraces                                                         |
|            |                                                                         |

|  | Confuciusornithidae |
|  |                     |
|  | Ornithothoraces     |
|  |                     |